# Bakhtigan
Bakhtigan és un dels cinc llacs salats de la província de Fars a l'Iran, al districte d'Istakhr, a uns 50 km a l'est de Siraz i a 1550 metres d'altura. La superfície varia segons el clima estacional però no supera els 100 km de llarg i 30 d'ample (est-oest). És fondo i amb aigua molt salada.
Els altres llacs salats de la província són:
- Dasht Arzan, al districte de Sabur, modern Dasht-i Ardjan
- Tawwaz, prop de Kazarun al districte de Sabur, modernament Famur o Shirin o Kazarun
- Djankan, prop de Shiraz, modernament llac Shiraz o Maharlu
- Basfahuya, al districte d'Istakhr, correspondria al modern Badjfuz

Modernament s'anomena alternativament Niriz, pel nom de la ciutat que abans estava a la seva vora però actualment està al sud-est per la baixada de nivell.